# Kotera
Kotera (biał. Катэра, Katera; ros. Катера, Katiera) – wieś na Białorusi, w obwodzie brzeskim, w rejonie kamienieckim, w sielsowiecie Wołczyn, przy drodze republikańskiej R9.

## Historia
W XIX i w początkach XX w. położona była w Rosji, w guberni grodzieńskiej, w powiecie brzeskim, w gminie Wołczyn.
W dwudziestoleciu międzywojennym leżała w Polsce, w województwie poleskim, w powiecie brzeskim, w gminie Wołczyn. W 1921 miejscowość liczyła 69 mieszkańców, zamieszkałych w 14 budynkach, w tym 61 Białorusinów i 8 Polaków. 60 mieszkańców było wyznania prawosławnego, 5 mojżeszowego i 4 rzymskokatolickiego.
Po II wojnie światowej w granicach Związku Sowieckiego. Od 1991 w niepodległej Białorusi.